# Affaire Alain Bonjour
Pour les articles homonymes, voir Bonjour (homonymie).
L'affaire Alain Bonjour est une affaire judiciaire de mœurs mettant en cause le prêtre français Alain Bonjour. Il est condamné à 6 ans de prison, en février 2023, « pour viol, agression sexuelle et tentative d’agression sexuelle sur mineur de 15 ans » par la cour criminelle du Pas-de-Calais.

## Historique
La jeune fille, victime du viol et des agressions, est âgée de 13 à 14 ans à l’époque des faits en 2005 et 2006. Elle effectue alors des pèlerinages à Lisieux avec sa mère. L'adolescente, fragilisée après une tentative de suicide, se réfugie dans la religion devenue « une raison de vivre, un refuge ». Elle fait la connaissance, en 2004, du prêtre Alain Bonjour de l'Institut Notre-Dame de Vie, chargé de l'accueil des groupes de jeunes. Puis elle échange des courriers avec lui et le rencontre. Lors de ces visites, Alain Bonjour lui impose des baisers, caresses et attouchements. Il l'héberge, la fait dormir avec lui et la viole à l'été 2006. Elle porte plainte en 2015, sachant qu'Alain Bonjour est aumônier dans des établissements scolaires et donc « toujours en position de nuire »,,.
Le 27 juin 2017, Alain Bonjour est mis en examen pour des faits graves d’abus sexuels sur mineure, alors qu'il travaille au sein du Sanctuaire de Lisieux auprès de la pastorale des jeunes. Selon l'Institut il n'exerce plus son ministère et reste éloigné des enfants dans l'attente de son jugement en 2023,,.
En février 2023, alors âgé de 65 ans, il est jugé  « pour viol, agression sexuelle et tentative d’agression sexuelle sur mineur de 15 ans » par la cour criminelle du Pas-de-Calais, à Saint-Omer, nouvelle juridiction destinée aux personnes majeures accusées de crimes punis de quinze à vingt ans de réclusion. Le prêtre comparaît libre lors d'une audience à huis clos. Selon son avocat, il reconnaît « certains » des faits, « d'autres non »,,. Le 15 février 2023, il est condamné à six ans de prison, ainsi qu'à « une injonction de soins, l’interdiction de se livrer à une activité impliquant des mineurs et l’interdiction d’entrer en relation avec la victime ».